# Fügen
Fügen est une commune autrichienne du district de Schwaz dans le Tyrol.